# ستون شرم
ستون شرم (انگلیسی: Pillar of Shame) نام مجموعه‌ای از مجسمه‌های ساخته‌شده توسط هنرمند دانمارکی، ینس گلشیوت، است. هر مجسمه، از برنز، مس یا بتن ساخته شده و هشت متر ارتفاع دارد. از این مجسمه در یک نشست ان‌جی‌او در اجلاس فائو که در سال ۱۹۹۶ در رم برگزار شد، رونمایی شد. از آن زمان تا کنون، سه ستون دیگر در هنگ کنگ، مکزیک و برزیل نصب شده‌اند. ستون دیگری قرار بود در سال ۲۰۰۲ در برلین نصب شود، اما به دلیل مشکلات گوناگون به ثمر نرسیده‌است.

## نمادگرایی
به گفتهٔ گلشیوت، این مجسمه‌ها یک رویداد شرم‌آور که هرگز نباید دوباره رخ دهد را به مردم یادآوری می‌کنند. بدن‌های تکه‌تکه‌شده و پیچ‌خوردهٔ مجسمه، نمادی از تنزل رتبه، کاهش ارزش و عدم احترام به اشخاص است. رنگ سیاه، نماد اندوه و مرگ است و تمام مجسمه، که نمایندهٔ قربانیان است، درد و یأس موجود در رویداد را بیان می‌کند. در اختلافات پیچیده، که تعیین طرف مقصر ممکن است دشوار باشد، هر دو طرف می‌توانند از این مجسمه استفاده کنند.

## ستون شرم در هنگ‌کنگ

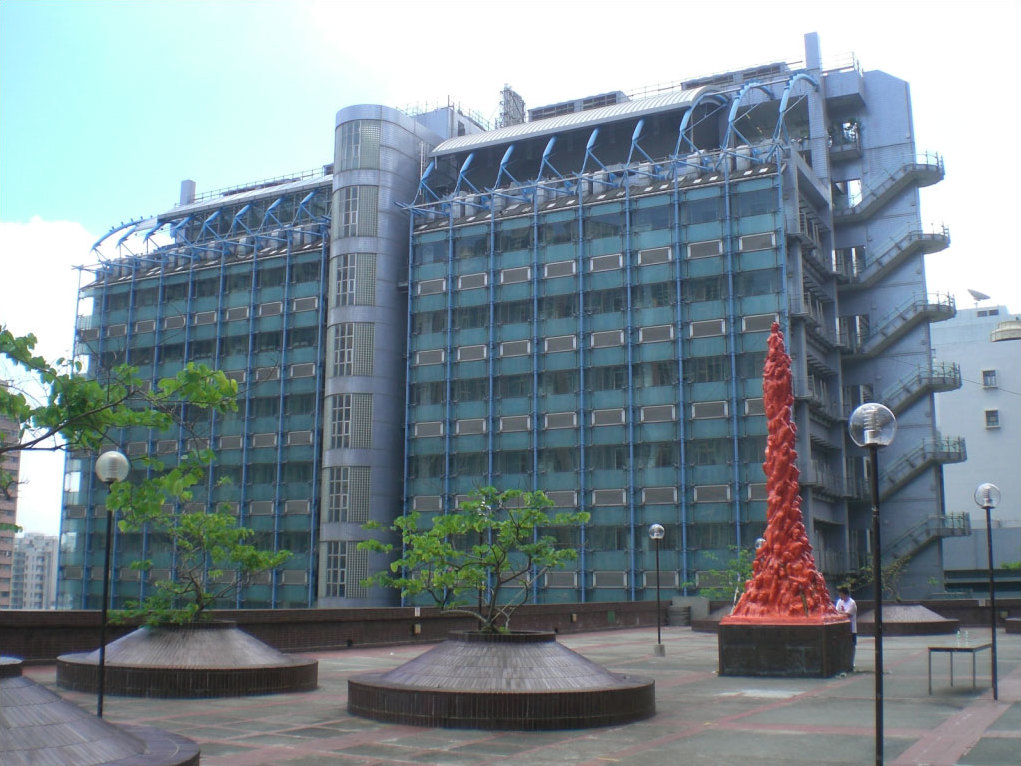
ستون شرم در دانشگاه هنگ کنگ در سال ۲۰۰۸. برای حمایت از پروژهٔ رنگ نارنجی، این مجسمه با رنگ نارنجی نقاشی شده‌است.

ستون شرم (چینی سنتی: 國殤之柱) در هنگ‌کنگ، یک مجسمهٔ بتنی است که نخستین بار در سال ۱۹۹۷ در پارک ویکتوریا و به مناسبت هشتمین سالگرد اعتراضات میدان تیان‌آن‌من نصب شد. این مجسمه، پنجاه بدن تکه‌تکه‌شده و پیچ‌خورده را به عنوان نمادی از افرادی که در جریان سرکوب دولتی کشته شدند، نشان می‌دهد. روی پایهٔ مجسمه، تاریخچه و تصاویری از کشتار به زبان‌های انگلیسی و چینی، و جملات «کشتار تیان‌آن‌من»، «چهارم ژوئن ۱۹۸۹» و «قدیمی‌ها نمی‌توانند برای همیشه جوانان را بکشند»، حک شده‌است.